# Генерал броні

Погон генерала броні (1919-39)

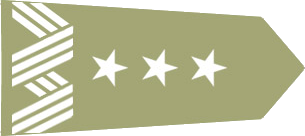
Погон генерала броні (сучасний)

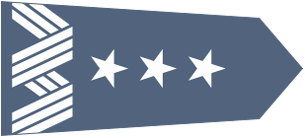
Погон генерала броні ВПС Польщі (сучасний)

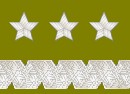
Нарукавна нашивка генерала броні

Генерал броні, власне Генерал зброї (пол. Generał broni) — третє вище військове звання генеральського складу в Збройних Силах Польщі, вище за звання генерал дивізії та нижче звання генерал. За часів Польської Народної Республіки вище за звання генерала броні було звання генерала армії. У військово-морських силах країни звання відповідає званню адмірал флоту (пол. admirał floty).
З кінця 20 століття військове звання генерала броні еквівалентне званню генерал-лейтенанта в Збройних силах України та в арміях інших країн НАТО (OF-8).